# 山口良一
山口良一（やまぐち りょういち、1955年〈昭和30年〉3月27日 - ）は、日本のタレント、俳優、歌手、リポーター、司会者。広島県広島市基町（現：広島市中区基町）出身。劇団東京ヴォードヴィルショー所属。TEAM ヤマグチ teamyamaguchi0327@gmail.com

東京都在住。既婚。

## 来歴
- 広島市基町にあった市営住宅の育ち[3]。6歳まで過ごした家が現在の広島県立総合体育館、上京するまで過ごした家は、現在のひろしま美術館の玄関あたりにあったという[3]。広島市立袋町小学校〜広島市立国泰寺中学校〜広島市立広島工業高等学校建築科卒業[3]。
- 高校卒業後、きもののやまと梅田店・広島駅ビル店（後のASSE）にそれぞれ半年間勤務する[3]。1974年、19歳半の時に上京。1977年に東映演技研修所に入所し[2]、2年間通う。1979年、佐藤B作率いる劇団東京ヴォードヴィルショーに入団。1981年1月6日、劇団の先輩女優と結婚。1983年2月、娘が生まれる。
- 無名時代には『テレビ三面記事 ウィークエンダー』（日本テレビ系）内の再現フィルムに出演したことがある。
- 1981年、フジテレビ系列のバラエティ番組『欽ドン!良い子悪い子普通の子』のヨシ夫役でブレイクを果たす。頭は良いが運動のほうはさっぱりという印象だったが、バック転を披露して観客を唸らせた。同年には共演した西山浩司、長江健次と「イモ欽トリオ」というユニットを組み、当時流行のテクノを取り入れたシングル『ハイスクールララバイ』をリリース。オリコンチャートで1981年の年間第4位となるヒットを飾った。
- イモ欽トリオのデビューシングル『ハイスクールララバイ』のジャケットで山口のプロフィールの生年月日は「不明」と記載された。これは当時、年齢不詳の謎の高校生というキャラクター設定のためあえて公表していなかったものである。視聴者から事実を問うはがきが多数届いたため、番組内で上記の理由とともに実年齢を明かし、さらに妻帯者であることを公表した。客席からは当初どよめきが起こったが、概ね好意的に受け入れられて最終的には拍手を得た。
- 「良い子」のトレードマークだったメガネは『欽ドン!』の終了後も掛け続けていたが、現在は外している。
- 1982年、ニッポン放送のラジオ番組『オールナイトニッポン』のパーソナリティを担当する。同年4月6日に火曜2部で放送開始、同年10月に金曜1部に移った。自他共に認めるプロレス好きであるため、番組でもプロレス絡みの話題が尽きなかった（「山口良一のオールナイトニッポン#プロレスアワー → 闘魂スペシャル」参照）。
- 1987年7月から2000年12月まで『クイズところ変れば!?』（テレビ東京系）の司会を務めた。のちに出演した『オールスター感謝祭』（TBS系）では、司会を務めていた島田紳助から「『クイズところ変れば』代表の方ですか?」と言われたことがある。
- 現在は舞台を中心に俳優として活動するほか、『噂の!東京マガジン』（TBS系）や旅番組のリポーター、落語の高座なども勤めている。花王の入浴剤「バブ」のCMでは、様々な現場で働く人物をリポートするシリーズにもレギュラー出演した。
- 2019年6月1日よりオフィスPSCと業務提携。

## 人物
- 広島東洋カープの大ファン。上京するまでは広島市民球場のすぐ近くの5軒長屋の市営住宅に住んでいた。ただし、広島で暮らしていた頃はカープのファンではなかった。
- 2歳上の姉がいる[2]。父は高校3年次（17歳）の時に49歳で他界している。
- 少年時代の夢は落語家で、中学の終わり頃にはそうなろうと決心していた[2]。そのため大学へ進学する気は無く、普通高校へ行ってもしょうがないと思ったため進学先に工業高校を選んだ[2]。高校生時代の部活も落語研究会[2]。高校2年生の時大阪へ来た際に、公衆電話から桂米朝に弟子入り志願をしたことがある。この時は電話口に米朝が直接出て話をすることが出来たが「そない大事な話を電話でして来るんは失礼や」と𠮟られ「まだ高校生やったら帰ってちゃんと勉強しなはれ」などと諭された。しかし本人はそれ以上何も言えず、弟子入りをあきらめた。「この時もう少し粘っていたら落語家になれていたかも」と話していたことがある[2]。
- 剣道2段。中学から高校2年2学期まで剣道をしていた[2]。
- 趣味はバイクで、バイク関連のテレビ番組への出演も多い。国産車・外国車を合わせ多数を所有していた時期もある。仕事場への移動にもバイクを利用することが多い。また、銭湯好き、相撲好きである。下戸。

## 出演

### ラジオ番組
- るんるんナイト 清六・山口 おじさんワオ!（TBSラジオ）
- 榊原郁恵 レディーのときめき（TBSラジオ）
- 山口良一 笑顔が一番（文化放送）
- m.c.kids（文化放送）
- ラジオ同窓会〜母校に乾杯!〜（2002年、文化放送）
- 山口良一のオールナイトニッポン（ニッポン放送）[1]
- 山口良一のそれゆけ!土曜日行進曲（ニッポン放送）[1]
- 山口良一 今日もいきいきあさ活ニッポン（ニッポン放送）

### テレビドラマ
- 銀河テレビ小説（NHK）
  - 煙が目にしみる（1982年） - 小柳三段 役
- 吾輩は猫である（1982年、フジテレビ） - 吾輩 役
- 天まであがれ!（1982年 - 1983年、日本テレビ） - 吉村新吾 役
- 気分は名探偵（1984年、日本テレビ） - 桜井照夫 役
- 真夜中の匂い（1984年、フジテレビ） - 埼玉信二郎 役
- 親戚たち（1985年、フジテレビ） - 橋本元治 役
- 夏・体験物語2（1986年、TBS） - 徳丸一平 役
- な・ま・い・き盛り（1986年、フジテレビ） - 川内一夫 役
- 荒野のテレビマン（1987年、フジテレビ） - 服部 役
- すてきな三角関係 壁際族に花束を（1987年6月2日 - 7月7日、全6回、TBS） - 根岸透 役
- 泣くなセン!燃える男 〜星野仙一物語（1988年12月31日、TBS） - 豆腐屋 役
- ウルトラマンをつくった男たち 星の林に月の船（1989年3月21日、TBS） - 宮城哲夫（金城哲夫） 役
- 野望の国 (1989年、日本テレビ)  - 上野彦馬 役
- ビートたけしの痛快時代劇 なめくじ長屋捕物さわぎ（1990年1月5日、TBS） - 伊勢屋の若旦那 役
- 高田純次の無責任社員物語（1990年1月27日、日本テレビ）
- ビーファイターカブト（1996年、テレビ朝日） - 小山内勝 役
- 火曜サスペンス劇場（日本テレビ）
  - 盲人探偵・松永礼太郎4「警察嫌い」（1995年4月18日） - 棚田良雄
  - おかしな夫婦 デパートから盗まれた一枚の水中写真、川底から聞こえる死者の叫び（1995年6月27日）
  - おかしな夫婦2 雪の諏訪湖山中ケモノ道写真にうつった謎の光る物体（1996年4月9日）
- 独身生活（1999年7月 - 9月、TBS）
- 劇団演技者。 「アンラッキー・デイズ〜ナツメの妄想〜」（2004年4月 - 5月、フジテレビ） - お札の夏目漱石・福沢諭吉 役
- TRICK 新作スペシャル（2005年11月13日、テレビ朝日） - 祥子の父 役
- 結婚できない男 第1話（2006年7月4日、フジテレビ） - 吉田 役
- 陽炎の辻スペシャル〜居眠り磐音 江戸双紙〜「母の海」（2010年、NHK） - 用人 役
- 渡る世間は鬼ばかり 最終シリーズ（2010年10月、TBS） - 神林 役
- 金曜プレステージ （フジテレビ）
  - 浅見光彦シリーズ・後鳥羽伝説殺人事件（2009年4月9日） - 森川刑事 役
  - 検事・霞夕子2 〜無関係な死〜（2011年9月2日） - 恩田浩 役
  - 所轄刑事7 〜能登・金沢ストーカー連続殺人事件の闇〜（2012年7月27日） - 質屋 役
- 大河ドラマ 平清盛（2012年、NHK） - 藤原季範 役
- ハンチョウ〜警視庁安積班〜 シリーズ5 第1・2話（2012年4月9日・16日、TBS） - 石本 役
- 相棒（テレビ朝日） - 堀江邦之 役
  - season11
    - 第1話「聖域」（2012年10月10日）
    - 第2話「オークション」（2012年10月17日）
    - 第6話「交番巡査・甲斐享」（2012年11月21日）

  - season13 第5話「最期の告白」（2014年11月12日）
- ドキュメンタリー・ドラマ 「ヒロシマ 復興を夢みた男たち」（2013年3月16日、NHK） - 石島治志 役
- 警視庁捜査一課9係 season8 第6話（2013年8月14日、テレビ朝日） - 小林克徳 役
- 青春探偵ハルヤ〜大人の悪を許さない!〜 第7話（2015年11月26日、読売テレビ） - 藤沼潤平 役
- 出張鑑定人・宝来伝吉2（2016年2月27日、フジテレビ） - 宮下誠治 役
- とげ 小市民 倉永晴之の逆襲（2016年10月8日 - 11月26日、フジテレビ） - 鳥塚陽一 役
- ボク、運命の人です。 第6話（2017年5月20日、日本テレビ） - 店主 役
- 特命係長 只野仁 AbemaTVオリジナル2 第51話（2018年1月3日、AbemaTV） - 駒田 役
- 日曜劇場 99.9-刑事専門弁護士- SEASON II 最終話（2018年3月18日、TBS） - 弁護士 役
- 刑事7人 season7 最終話（2021年9月15日、テレビ朝日） - 中根誠 役
- 無用庵隠居修行 （BS朝日4K） - 仙吉 役
  - 第6作（2022年）
  - 第7作（2023年）[4]
- ペットドクター花咲万太郎の事件カルテ2〜お隣さんは殺人犯!?〜（2023年12月29日、BS-TBS） - 的場宗男 役

### バラエティ番組
- 大進撃!おもしろ組（1980年 - 1981年、フジテレビ）
- 欽ドン!良い子悪い子普通の子（1981年 - 1983年、フジテレビ）
- 欽ドン!良い子悪い子普通の子おまけの子（1983年 - 1985年、フジテレビ）
- みんな出て恋恋来い!（1983年 - 1984年、テレビ東京）
- そーっと歌ってみよう（1983年、テレビ朝日）
- たみちゃん（1984年、テレビ朝日）
- 欽ドン!スペシャル（1987年2月 - 3月、フジテレビ）
- クイズ!メモリアン（1987年、テレビ朝日）
- クイズところ変れば!?（1987年 - 2000年、テレビ東京)
- 欽ちゃんのどこまで笑うの?!→欽どこTV!!（1988年、テレビ朝日）
- 噂の!東京マガジン（1989年 - 2021年3月、TBS)→(2021年4月 - BS-TBS）
- わいど!ウォッチャー → ウォッチャー（1993年 - 1995年、TBS）
- クイズ日本人の質問（NHK総合）
- ジャスト（TBS） - 水曜レギュラー、「お助け大作戦」のコーナーも担当。
- いい旅・夢気分（テレビ東京）
- しあわせ家族計画（1997年 - 2000年、TBS）
- 土曜スペシャル（テレビ東京） - 同じイモ欽メンバーの西山浩司と一緒に出演した回もある。
- ぶらり途中下車の旅（日本テレビ）
- 我ら、もの申す!（時代劇専門チャンネル） - 高橋真麻とダブル司会
- やまがた発!旅の見聞録（2009年 - 2010年、山形放送・テレビ埼玉）
- TOKYOほっと情報 都議会トピックス（テレビ東京）

### 舞台
1979年
- 東京ヴォードヴィルショー第23回公演『夏だったぜ地平線』

1980年
- 東京ヴォードヴィルショー第25回公演 活動大演劇『朝吉の大冒険』
- 東京ヴォードヴィルショー第26回公演 活劇『さらば愛』
- 東京ヴォードヴィルショー第27回公演『七輪と侍』

1981年
- 東京ヴォードヴィルショー第28回公演『1981』
- 東京ヴォードヴィルショー第29回公演『いつか見た男達』

1982年
- 東京ヴォードヴィルショー第30回公演『ロードランナー』
- 東京ヴォードヴィルショー第31回公演『突然の夜明けに』

1983年
- 結成10周年特別公演 超連続殺人事件『そして誰も笑わなくなった』『俺たちの聖夜（クリスマス）』『七輪と侍』
- 東京ヴォードヴィルショー第32回公演『喜劇・清瀬俳優養老院』

1984年
- 東京ヴォードヴィルショー第33回公演『時のたつままにAsTimesGoesBy』

1985年
- 東京ヴォードヴィルショー第34回公演『夢なかば』
- 東京ヴォードヴィルショー第35回公演『日曜日ナビはオルガンを弾いた』
- 東京ヴォードヴィルショー第36回公演『朝日が原宿っちゃう午後はやっぱイクっきゃない俺達の交響曲』

1986年
- 東京ヴォードヴィルショー第37回公演『いつか見た男達 Again』

1987年
- 東京ヴォードヴィルショー第38回公演『ねぎしゆめみし』

1988年
- 東京ヴォードヴィルショー第39回公演『ある事情』
- 東京ヴォードヴィルショー第40回公演『黄昏れて、途方に暮れて』

1989年
- 東京ヴォードヴィルショー第41回公演『還らざる日々』
- 花組エキスプレス『あほんだらすけ1』
- 東京ヴォードヴィルショー第42回公演・劇団創立16周年記念公演『喜劇・清瀬俳優養老院』『黄昏て途方に暮れて』

1990年
- 東京ヴォードヴィルショー第43回公演『月満ちて朝遠く』
- 東京ヴォードヴィルショー第44回公演『夢なかば』
- 花組エキスプレス『あほんだらすけ2』

1991年
- 花組エキスプレス『あほんだらすけ3』
- 東京ヴォードヴィルショー第46回公演『にくいあんちくしょう』

1992年
- 花組エキスプレス『あほんだらすけ4』
- 東京ヴォードヴィルショー第47回公演『その場しのぎの男たち〜明治の一番長い日〜』

1993年
- 花組エキスプレス『あほんだらすけ5』
- 東京ヴォードヴィルショー第48回公演・劇団創立20周年記念 東京ヴォードヴィルショー第1弾『水に溺れる魚の夢』

1994年
- 花組エキスプレス『あほんだらすけ6』
- 東京ヴォードヴィルショー第49回公演・劇団創立20周年記念 東京ヴォードヴィルショー第2弾『ドン・トン・カルレオーネのギャグギャグエブリバディー』

1995年
- 花組エキスプレス『あほんだらすけ7』

1996年
- 花組エキスプレス『あほんだらすけ8』

1997年
- 花組エキスプレス『あほんだらすけ9』

1998年
- 花組エキスプレス『あほんだらすけ10』

1999年
- 花組エキスプレス『あほんだらすけ11』
- 東京ヴォードヴィルショー第54回公演『これっきり! 黄昏て、途方に暮れて』

2000年
- 花組エキスプレス『あほんだらすけ12』

2001年
- 花組エキスプレス『あほんだらすけ13』
- 東京ヴォードヴィルショー第56回公演『俺達の聖夜』『明日を心の友として』

2002年
- 花組エキスプレス『あほんだらすけ14』
- 東京ヴォードヴィルショー第57回公演『日暮里泥棒物語』
- ラサール石井プロデュース『NO2』（THEATER/TOPS）

2003年
- 花組エキスプレス『あほんだらすけ15』

2004年
- 花組エキスプレス『あほんだらすけ海賊版』
- 東京ヴォードヴィルショー第59回公演・劇団創立30周年記念興行 東京ヴォードヴィルショー第2弾『その人、女優?』

2005年
- 花組エキスプレス『あほんだらすけ17』
- ラサール石井プロデュース『なかよし』（THEATER/TOPS）

2006年
- 花組エキスプレス『あほんだらすけ18』
- 東京ヴォードヴィルショー第60回公演『竜馬の妻とその夫と愛人』

2007年
- 花組エキスプレス『あほんだらすけ19』
- 東京ヴォードヴィルショー第61回公演『エキストラ』
- 東京ヴォードヴィルショー第62回公演『エキストラ』
- 『仇討物語・でんでん虫』（明治座）
- ラサール石井プロデュース『悩み多き者よ』（THEATER/TOPS）
- 『社長放浪記』（本多劇場）
- 松原祭『黄昏れて、途方に暮れて』（紀伊國屋サザンシアター）

2008年
- 花組エキスプレス『あほんだらすけ20』
- 東京ヴォードヴィルショー第63回公演『見下ろしてごらん、夜の町を。』
- 『らさある亭 劇団対抗コント大会』（本多劇場）
- 『踊る!職業不安定所』（東京芸術劇場）
- 『思い出トランプ』（青山円形劇場）

2009年
- 花組エキスプレス『あほんだらすけ21』
- 中野テアトルBONBON こけら落とし特別公演『その人、女優?』
- 『Show劇的コンサートvol.1』（稲沢市民会館・幸田町民会館）

2010年
- 東京ヴォードヴィルショー第64回公演『無頼の女房』
- 花組エキスプレス『あほんだらすけ22』
- 大森ヒロシプロデュース『あまから』（ザ・ポケット）
- 『Show劇的コンサートvol.2』（稲沢市民会館小ホール）

2011年
- 花組エキスプレス『あほんだらすけ23』
- Produceunit大森そして故林『更地5』（シアター711）（3/1～3/6）
- ペテカンvol.34『青に白』（赤坂RED/THEATER）
- 『Show劇的コンサートvol.3』（稲沢市民会館小ホール）
- 大森ヒロシプロデュースvol.2『あかはな』（中野テアトルBONBON）(12/13～12/18)

2012年
- 東京ヴォードヴィルショー第66回公演・創立40周年記念興行 東京ヴォードヴィルショー第1弾『トノに降る雨』
- 花組エキスプレス『あほんだらすけ24』
- R×Rプロデュース『虹色の輪舞曲』（スペース107）
- ペテカンシニア部『たかえ先生への手紙』（TheaterTAC･宮崎）
- Produceunit大森そして故林『更地7』（シアター711）(10/30～11/6)
- 『Show劇的コンサートvol.4』（稲沢市民会館小ホール）
- 大森ヒロシプロデュースvol.3『あおげば』（中野テアトルBONBON）
- 役者の落語会第2回「ごらく亭」の夏休み（8/9）

2013年
- 花組エキスプレス『あほんだらすけ25』
- 東京ヴォードヴィルショー第69回公演・創立40周年記念興行 東京ヴォードヴィルショー第4弾『その場しのぎの男たち』 ※本公演のみ（10月18日 - 24日）
- R×Rプロデュース『おちゃのこ妻妻』（スクエア荏原ひらつかホール）
- Produceunit大森そして故林『更地9』（シアター711）
- 『Show劇的コンサートvol.5』（名古屋文理大学文化フォーラム・稲沢市民会館中ホール）
- Produceunit大森そして故林『更地9』（シアター711）（9/3～9/8）
- 役者の落語会「ごらく亭」の夏休み（日本大学芸術学部江古田校舎）（8/24）

2014年
- 花組エキスプレス『あほんだらすけ26』
- 東北・北海道ツアー『トノに降る雨』
- 明治座 3月 欽ちゃん奮闘公演『ほめんな ほれんな とめんな』（明治座）
- Produceunit大森そして故林『更地10』（シアター711）(5/27～6/3)
- 博多座 五月『コロッケ薫風喜劇公演』（博多座）
- 『二人の文化祭』（シアター711）(7/28～7/30)
- 『世襲戦隊カゾクマン』（赤坂RED/THEATERほか）
- 役者の落語会「ごらく亭」の夏休み(下北沢タウンホール）（8/31）

2015年
- 東京ヴォードヴィルショー第70回公演・創立40周年記念興行 東京ヴォードヴィルショー第5弾『田茂神家の一族』
- 花組エキスプレス『あほんだらすけ27』
- 『二人の文化祭2』（シアター711）
- 『蛍の頃』（あうるすぽっと）
- 大森カンパニープロデュース『更地11』（シアター711）
- 『二人の文化祭3』（シアター711）
- 劇団東京フェスティバル『無心』（下北沢小劇場B1）(10/23～10/28)
- 『浅草寄席vol.7』（アミューズミュージアム）
- 大森カンパニープロデュース『あじさい』（テアトルBONBON）(12/22～12/27)
- 役者の落語会第5回「ごらく亭」スペシャル（烏山区民会館ホール）(9/19)

2016年
- 花組エキスプレス『あほんだらすけ28』(6/24～7/3)
- 大森カンパニープロデュース『更地ベスト〜SAKURA〜』(シアター711）(3/29～4/3)
- 大森カンパニープロデュース『更地12』（シアター711）(5/20～5/29)
- 『役者の落語会第6回「ごらく亭」ピアニシモな夏休み』(新宿角筈区民ホール）
- ペテカンのコント『諸々そこんところ3』（下北沢駅前劇場） ※日替わりゲスト出演
- 『二人の文化祭4』（シアター711）(9/23～9/25)
- 大森カンパニープロデュース『いじはり』(下北沢小劇場B1）(11/9～11/16)
- 『浅草寄席vol.8』(アミューズミュージアム）

2017年
- 花組エキスプレス『あほんだらすけ29』
- 春風亭昇太プロデュース 下北沢演芸祭2017『「ごらく亭」〜冬の陣〜』（本多劇場）
- 大森カンパニープロデュース『更地SELECT〜SAKURA〜』(下北沢小劇場B1）
- 劇団山本屋『午前5時47分の時計台』(神戸・松方ホール）
- 『世襲戦隊カゾクマンⅡ』(赤坂RED/THEATERほか）
- 『役者の落語会第8回「ごらく亭」』(烏山区民会館ホール）
- 大森カンパニープロデュース『更地13』(下北沢小劇場B1)(10/3～10/9)
- 大森カンパニープロデュース『いざなひ』(下北沢小劇場B1)
- ペテカン寄席（あうるすぽっど）

2018年
- 花組エキスプレス『あほんだらすけ30』
- 『終われない男たち』
- 大森カンパニープロデュース『更地14』（ザ・スズナリ）
- 『「ごらく亭」ピアニッシモ』（上越文化会館　中ホール）
- 『役者の落語会第9回「ごらく亭」コント赤信号スペシャル』（あうるすぽっと）
- 大森カンパニープロデュースvol.7「いじはり」下北沢小劇場B１

2019年
- 大森カンパニープロデュース出演『三山ひろし歌謡劇場』（草月ホール）2月
- 大森カンパニープロデュース人情喜劇シリーズVol.8『あじさい』2月
- 大森カンパニープロデュース『更地SELECT　SAKURAⅢ』（小劇場B1）4月
- 『「ごらく亭」みんなの上越』（上越文化会館　中ホール）4月
- 『世襲戦隊カゾクマンⅢ』（赤坂RED/THEATERほか）7月
- 『役者の落語会第10回「ごらく亭」』（烏山区民会館ホール）
- 大森カンパニープロデュース『更地15』（ザ・スズナリ）9月
- 大森カンパニープロデュース人情喜劇シリーズVol.9『いきどおり』11月

2020年
- 『二人の文化祭［特別編］～コロナノコノヤロメ！～小劇場の灯は消さない！』6月
- 『役者の落語会第11回「ごらく亭」』の夏休み(角筈区民ホール)8月
- 大森カンパニープロデュース『いつかの宴』11月
- 『スセリ☆台本劇場23』（下北沢「劇」小劇場）12月

2021年
- 大森カンパニープロデュース『更地SELECT～SAKURAⅤ』（下北沢小劇場B1）2月
- 福田ユミプロデュース『萩本の女』（下北沢シアター711）4月
- 大森カンパニープロデュース『更地16』（ザ・スズナリ）8月
- 役者の落語会第11回「ごらく亭」の夏休み（杉並公会堂小ホール）9月
- 大森カンパニープロデュース『おおばこ』（下北沢小劇場B1）10月
- ペテカンのコント『諸々そこんところ 4』11月

2022年
- 大森カンパニープロデュース『更地SELECT～SAKURA VI』（下北沢小劇場B1）4月
- 大森カンパニープロデュース『更地17』（スズナリ）7月
- 『ごらく亭の夏休み』（新宿角筈区民ホール）8月
- ペテカンvol.42『ピアニッシモ』（新宿シアタートップス）9月
- 『世襲戦隊カゾクマン　シリーズ三部作　回替わり上演』（赤坂RED/THEATERほか地方）11月

2024年
- 大森カンパニープロデュース vol.49『更地20』（ザ・スズナリ）8月・9月

2025年
- 大森カンパニープロデュース vol.53『更地21』（ザ・スズナリ）5月・6月公開予定

### 映画
- 交通事故を起こさないコツ ー車と自然の法則ー（1979年） - 新生映画[7]制作。交通安全教育映画。『欽ドン!良い子悪い子普通の子おまけの子』で紹介された[8]。
- コータローまかりとおる!（1984年） - 鱈子一郎 役
- 祝辞（1985年）
- おニャン子ザ・ムービー 危機イッパツ!（1986年） - オークショナー 役
- 男はつらいよ 寅次郎の告白（1991年）
- 息子（1991年） - 浅野徹 役
- チーム・バチスタの栄光（2008年） - 小倉勇吉 役
- なくもんか（2009年）
- ゴールデンスランバー（2010年） - 鎌田昌太 役
- KIDS=ZERO キッズ＝ゼロ（2014年） - 矢木誠 役
- 決算! 忠臣蔵（2019年） - 井上団右衛門 役
- 石岡タロー[9]（2023年）

### 吹き替え
- ゴーストバスターズ（フジテレビ版・日本語吹替完全収録版Blu-ray BOX収録） - ルイス・タリー〈リック・モラニス〉 役

### CM
- 東芝βビデオ・ビュースター
- サントリー・タル缶
- 江崎グリコ・カプリソーネ
- 花王・バブ
- えがお・えがおの黒酢

## レコード
- about （LP；1983年；FORLIFE 28K-53；CD；2013年； OTUM-008）
  - SIDE:I
    1. I Gatta Me
    2. イヤな女
    3. 10年目の神田川〜THE KANDARIVER OF NO RETURN
    4. 草競馬
    5. I Can Feel You

  - SIDE:II
    1. 喝飛会社員
    2. #p・バラッド〜四角い戦場にメリ込みます〜
    3. 地平線から今まさに登らんとする岩山ブス考〜BGM・大脱走のマーチ〜
    4. 太郎に言ったろ!
    5. “唄にもならないCOPYの群を並べ変えただけの実に構想2ヶ月。未完成のまま、ここにミゾミゾ” 糸井だったら牛だったのにね